# 11.6
«11.6» (фр. 11.6) — французький драматичний фільм 2013 року, знятий кінорежисером Філіппом Годо. Сюжет заснований на книзі «Toni 11,6 : Histoire du convoyeur» Аліс Жеро-Арфі, створеної на реальній історії Тоні Мусуліна який просидів 4 роки за пограбування інкасаторської машини з 11.6 мільйона євро .

## Сюжет
Тоні Мусулін 10 років працює інкасатором в компанії, директор якої не виплачує належні йому гроші і всіляко принижує його. Крім остогидлої роботи у Тоні проблеми у відносинах з подругою і власницею ресторану Маріон, у якої він живе. Одного разу, на накопичені гроші, Тоні купив червоний Ferrari і поїхав побачитися зі своєю матір'ю в інше місто, де після зустрічі в барі з милою дівчиною-скелелазом Наталією, він вирішує різко змінити своє життя. Після повідомлення в поліцію про викрадення машини, Тоні купує вантажівку і гараж, викладаючи в ньому з блоків другу стіну, за яку кидає одну монетку. Він свариться зі своїм другом-охоронцем Арно, кинувши його домашню мишку у вікно, заради того щоб в один сонячний день, коли його нові напарники вийшли з машини, м'яко натиснути на педаль газу в своєму броньованому фургоні, в якому знаходиться велика сума — 11, 6 мільйона євро. За кілька днів безвісний охоронець стає найвідомішою людиною і народним героєм у Франції: газети і телебачення твердять про скоєне пограбуванні століття. Але Тоні вкрав гроші не для збагачення. Насправді ж він поїхав в гори заради зустрічі з дівчиною, але її не виявилося вдома, і після цього Тоні вирішує здатися поліції Монако. Його заарештовують, в гаражі знаходять більшість грошей, але 2,5 мільйона кудись пропали. Тоні повідомляє про іншу стіну, але поліцейські залишилися з носом, так як там знайшли тільки одну монету. Дивлячись у в'язниці телевізор Тоні дізнається, що отримав 5 років, навіть не будучи присутнім на суді.

## У ролях
| Актор           | Роль           |
| --------------- | -------------- |
| Франсуа Клюзе   | Тоні Мусулін   |
| Булі Ланнерс    | Арно           |
| Коріна Масьєро  | Маріон         |
| Хуана Акоста    | Наталія        |
| Жоан Ліберо     | Віктор         |
| Мірей Франчіно  | Світлана       |
| Стефан Войтович | Директор Ібріс |

## Покази
21 квітня 2013 року фільм показали на кінофестивалі Місто вогнів, місто ангелів На 4-му врученні премії Магрітта актор Булі Ланнерс був номінований в категорії за найкращу чоловічу роль другого плану .